# 16089 Ламб
16089 Ламб (16089 Lamb) — астероїд головного поясу, відкритий 7 жовтня 1999 року.
Тіссеранів параметр щодо Юпітера — 3,364.